# Schliffkopf
Der Schliffkopf ist ein 1055,8 m ü. NHN hoher Berg im Nordschwarzwald.

## Lage und Charakteristik
Der Schliffkopf liegt an der Schwarzwaldhochstraße im Nationalpark Schwarzwald, zwischen Baiersbronn, Ottenhöfen und Oppenau, und ist Standort eines Vier-Sterne-Wellness-Hotels, des Nationalpark-Hotels Schliffkopf. Mehrere Fernwanderwege, darunter der Westweg, führen über den Schliffkopf.
Ende Juni 2003 wurde beim Schliffkopf der Sturmwurf-Erlebnispfad Lotharpfad eröffnet. Entlang eines 800 Meter langen Lehr- und Erlebnispfades auf einer zehn Hektar großen Sturmwurffläche können Besucher beobachten, wie nach und nach die Sturmfläche, die 1999 vom Orkantief Lothar eingerissen wurde, wieder neu besiedelt wird. Der Lotharpfad führt über Stege, Leitern und Treppen und zeigt, wie Naturkräfte wirken, wie die Natur mit einer solchen Fläche umgeht und was von selbst wieder entsteht. An den Hängen des Schliffkopfs liegen die Quellgebiete des Lierbachs und der Murg.
Zwischen dem Gipfel und der Schwarzwaldhochstraße steht ein Gedenkstein für die fünfhundert im Ersten Weltkrieg gefallenen Skiläufer des Schwäbischen Schneeschuhbunds.

## Schutzgebiete
Ein großer Bereich der hochmoorartigen Gipfelregion und des angrenzenden Gebirgszugs wurde bereits 1938 als Naturschutzgebiet Schliffkopf ausgewiesen, das 1986 erweitert wurde. Geschützt werden soll die typische Landschaft des Grindenschwarzwaldes mit ausgedehnten Wäldern, Legforchenbeständen und dem Karsee Buhlbachsee. Teile des Waldes waren als Schonwald ausgewiesen. Ein großer Teil dieser Schutzgebiete ist im Jahr 2014 im Nationalpark Schwarzwald aufgegangen.
Der Schliffkopf ist außerdem Teil des 4384 Hektar großen FFH-Gebiets Wilder See-Hornisgrinde und Oberes Murgtal. Auch das 36.045 Hektar große Vogelschutzgebiet Nordschwarzwald erstreckt sich über den Schliffkopf und überdeckt damit auch Nationalpark, Naturschutz- und FFH-Gebiete.

## Bilder

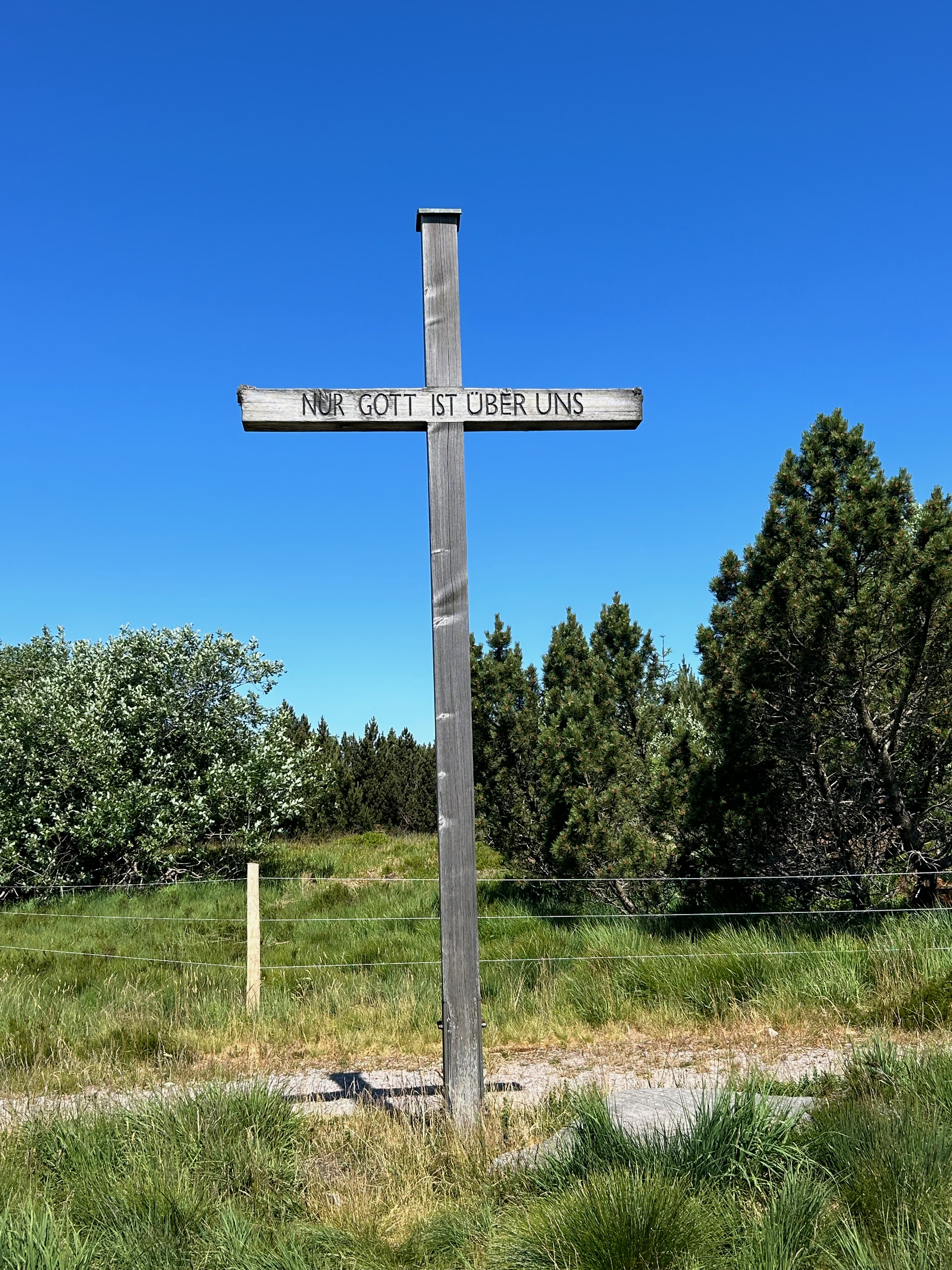
Gipfelkreuz
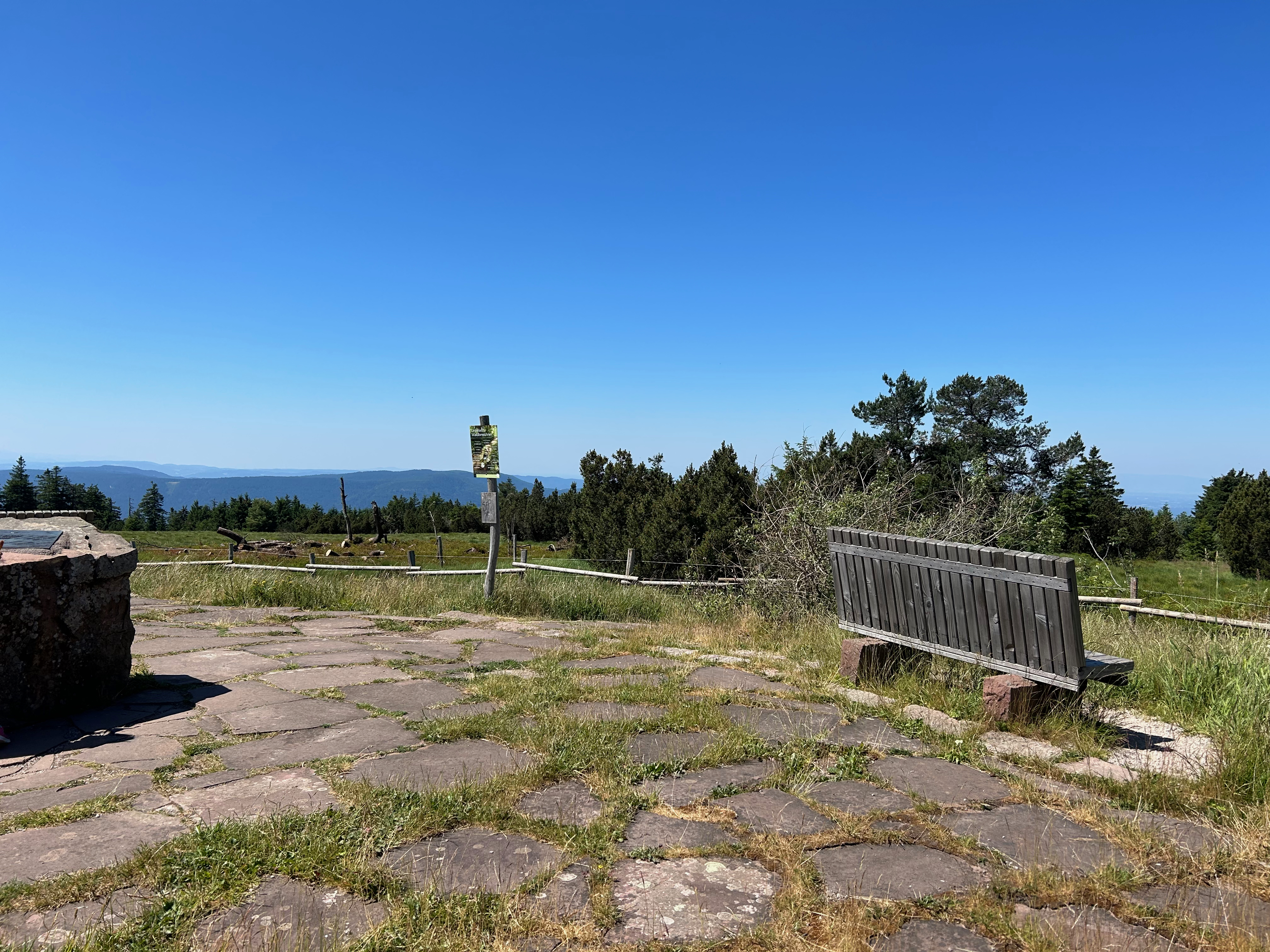
Auf der Höhe
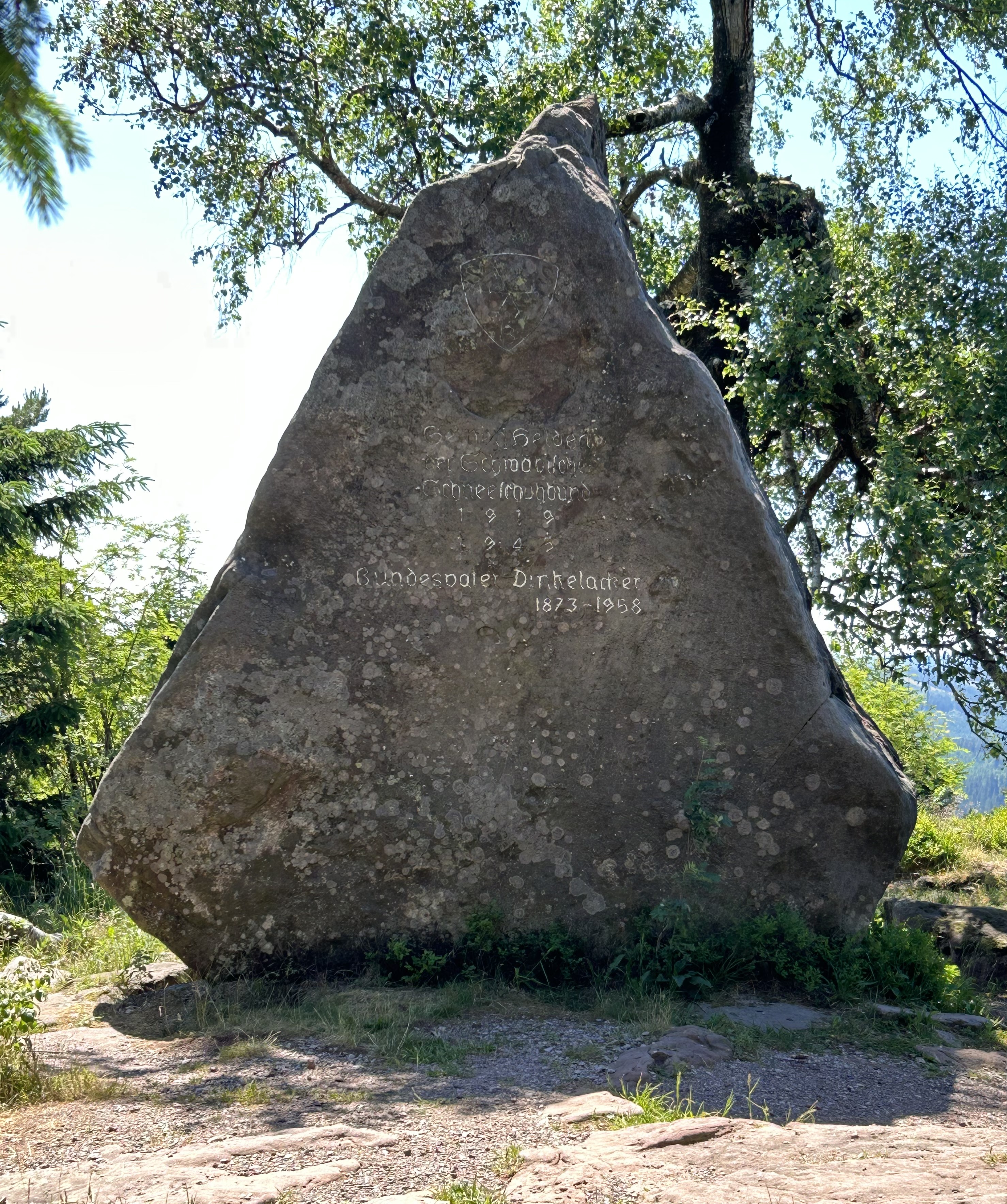
Gedenkstein